# Novi Borovîci, Snovsk
Novi Borovîci (în ucraineană Нові Боровичі) este localitatea de reședință a comunei Novi Borovîci din raionul Snovsk, regiunea Cernihiv, Ucraina.

## Demografie
Componența lingvistică a localității Novi Borovîci
     Ucraineană (95,5%)
     Rusă (4%)
     Alte limbi (0,3%)
Conform recensământului din 2001, majoritatea populației localității Novi Borovîci era vorbitoare de ucraineană (95,5%), existând în minoritate și vorbitori de rusă (4%).